# Максим Горький (Омская область)
Макси́м Го́рький — деревня в Знаменском районе Омской области России. Входит в состав Качуковского сельского поселения.

## География
Деревня находится в северной части Омской области, на правом берегу реки Иртыш, на расстоянии примерно 14 км (по прямой) к северо-западу от села Знаменское, административного центра района. Абсолютная высота — 57 м над уровнем моря.

### Часовой пояс
Деревня Максим Горький, как и вся Омская область, находится в часовой зоне МСК+3. Смещение применяемого времени относительно UTC составляет +6:00.

## Население
| 2002 | 2010 |
| ---- | ---- |
| 16   | ↘9   |

### Гендерный состав
По данным Всероссийской переписи населения 2010 года, в гендерной структуре населения мужчины составляли 55,6 %, женщины — соответственно 44,4 %.

### Национальный состав
Согласно результатам переписи 2002 года, в национальной структуре населения русские составляли 94 %.

## Улицы
Уличная сеть деревни состоит из одной улицы (ул. Набережная).